# Solomillo

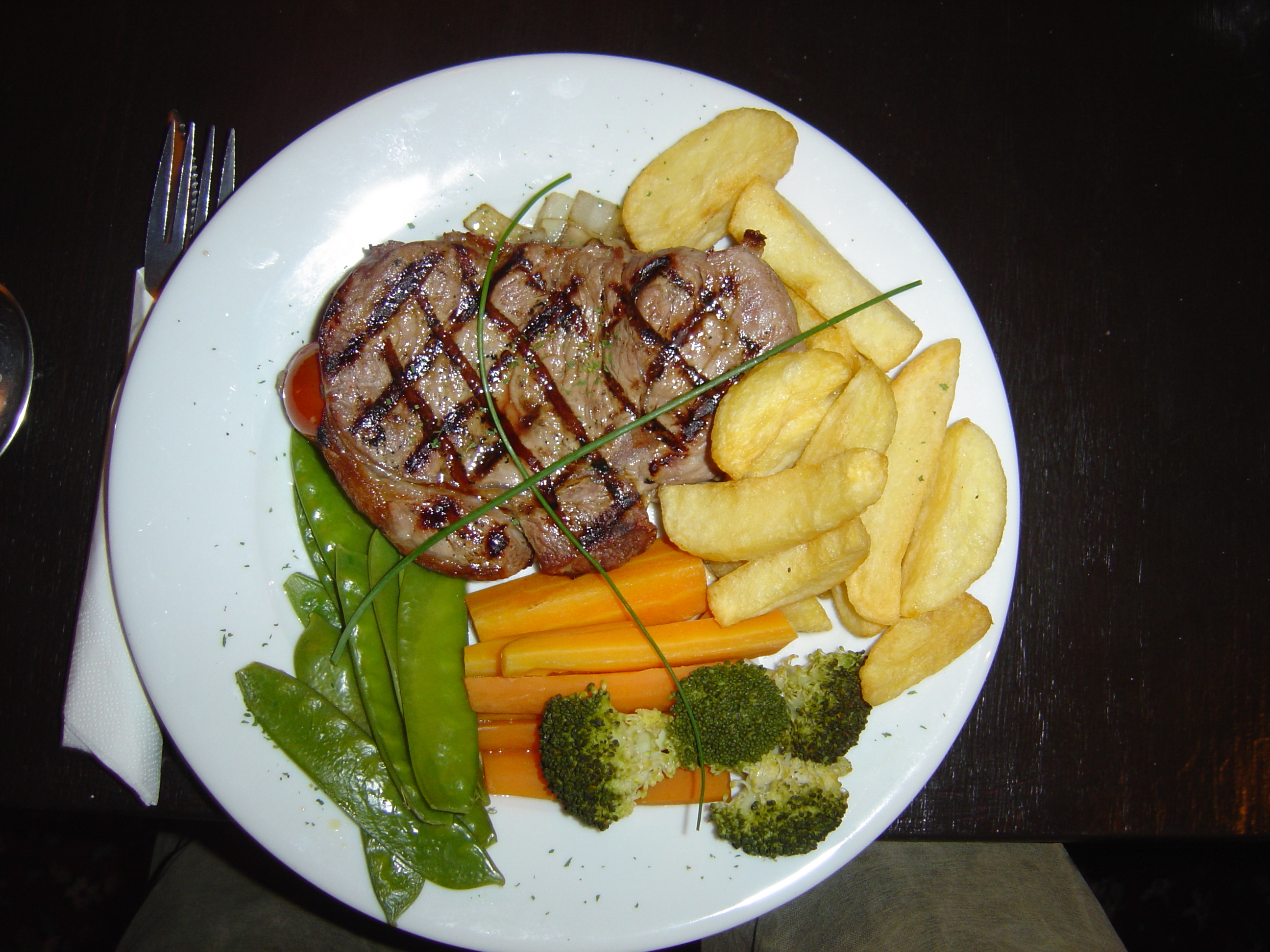
Solomillo acompañado con unas verduras: zanahorias, tirabeques, brócoli.

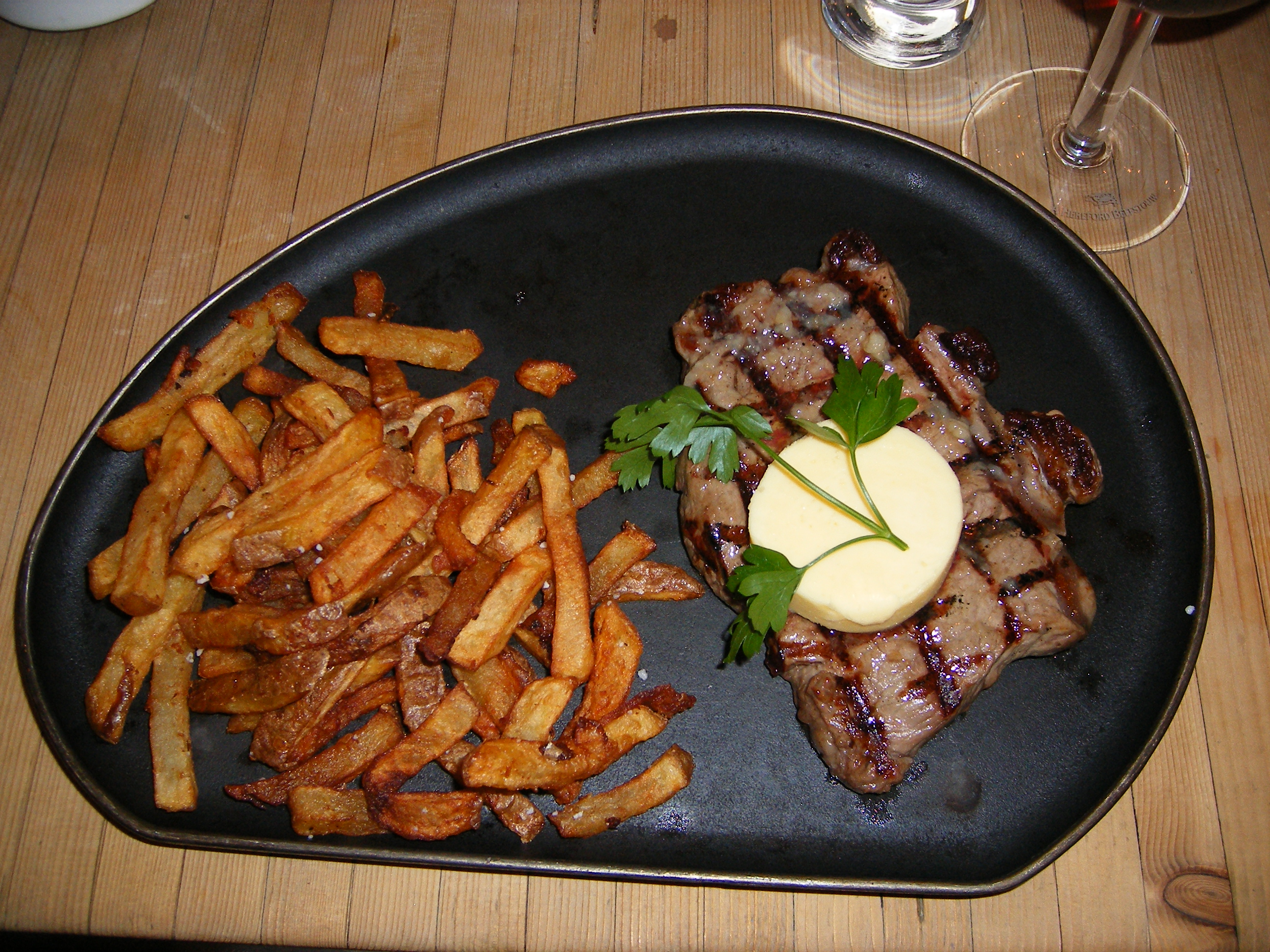
Solomillo servido con patatas fritas y mantequilla.

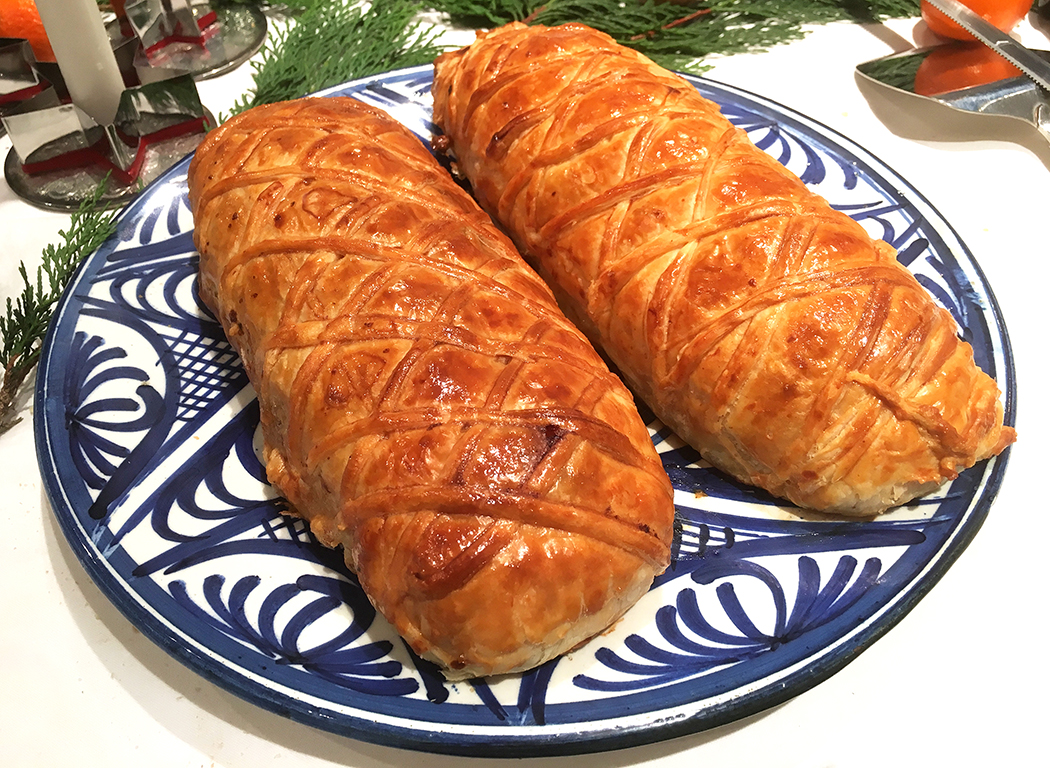
Solomillo wellington

El solomillo, conocido como lomo en Paraguay y filete en Chile, es una pieza de carne procedente de la parte lumbar, alojado entre las costillas inferiores y la columna vertebral; más concretamente, encima de los riñones y debajo del lomo bajo; de ahí el nombre de so-lomillo. Se entiende por solomillo la pieza correspondiente al vacuno o al porcino, pues en otros animales el músculo es tan pequeño que no se despieza separadamente. El solomillo se considera en la cocina una pieza selecta de carne que se prepara de diversas formas.

## Cortes del solomillo
El solomillo es una pieza que consta de varias partes: la cabeza, el rosario, el centro y la punta. Tiene forma cónica, de manera que la cabeza corresponde a la parte gruesa y termina en punta. Algunas partes del solomillo tienen nombres que las designan particularmente. Por ejemplo a la punta se la llama filete miñón. El chateaubriand es la parte más gruesa mientras que el turnedó es la parte intermedia.

## Recetas célebres con solomillo
- Chateaubriand. Filete grueso generalmente para dos raciones. Debe su nombre al famoso literato y prohombre francés que utilizaba esa parte del solomillo para una receta de su invención.
- Turnedó, tournedó o tournedos. Filete grueso en forma cilíndrica, cortado en el corazón de la pieza. Es famosa la receta de «turnedó Rossini», que debe su nombre al músico Gioacchino Rossini.
- Filet mignon o filete miñón. Es la parte extrema y más delgada del solomillo; de ahí mignon (literalmente, 'bonito'). Un modo de cocinar ese extremo del solomillo es partirlo longitudinalmente en dos partes, sin llegar a separarlas completamente, como si se tratase de un pescado a la espalda. Lo propio se hace también con la totalidad del solomillo de cerdo, al ser este pequeño y alargado.

En Estados Unidos con la expresión francesa filet mignon se designa al solomillo incluso en su parte central, pero en inglés es más apropiado y exacto llamar al solomillo tenderloin; palabra que resulta inequívoca, a la vez que expresiva. Efectivamente es lo más tierno del lomo.
- Solomillo Wellington, un plato compuesto de solomillo de ternera, vaca o buey, al que se le puede añadir mostaza, foie, acompañado de un sofrito de champiñones y cebolletas, se cocina en horno envuelto en masa de hojaldre.

## Variantes
Existe el «filete de Amberes» que consiste en la misma pieza procedente del buey, pero que se seca y ahuma para luego, tras el proceso de curado, ser consumido crudo en lonchas. En la cocina belga se denomina filet américain al filete tártaro preparado con esta parte de la carne.